# Pingüinos (concentración motera)
Pingüinos es una concentración anual de aficionados a la motocicleta de todo el mundo, que se celebra desde 1982, el segundo fin de semana de cada enero, durante cuatro días en la provincia de Valladolid, comunidad autónoma de Castilla y León, España. Se trata de la concentración motera invernal más importante del mundo, con una asistencia de más de 35.000 motoristas procedentes de todos los rincones de Europa e incluso de otros continentes, cuya organización corre a cargo del Club Turismoto.
En el pasado, las localidades vallisoletanas de Herrera de Duero, Fuensaldaña, Tordesillas, Boecillo, Simancas y Puente Duero han albergado la concentración.

## Actos

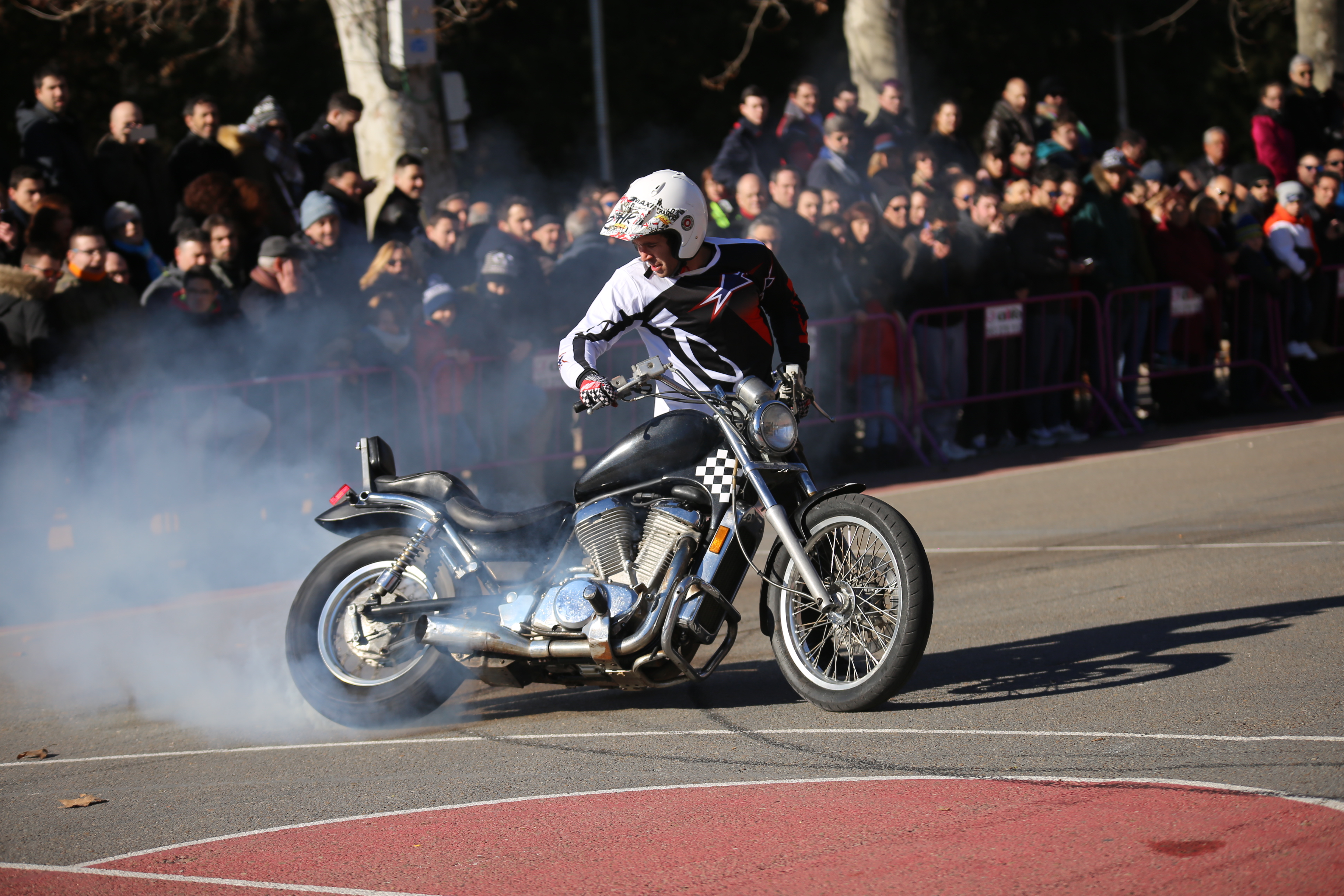
Exhibición en el Campo Grande de Valladolid, durante la edición de 2017

La concentración trae consigo variados y numerosos actos y actividades siempre relacionadas con el mundo de las motos, como:
- La Gran Fiesta de Nochevieja y Año Nuevo Pingüinero, el viernes a partir de la medianoche, en la que se brinda por los buenos deseos motociclistas para el nuevo año, que para los aficionados comienza en ese momento.

- El “Desfile de Banderas” desde la zona de acampada al centro de Valladolid, que formado por miles de motos, tiene lugar a media mañana del sábado.

- El desfile de antorchas del sábado noche, en homenaje a todos los motoristas fallecidos en accidente, por el centro de Valladolid.

- Actividades diversas en Valladolid, como espectáculos de “Freestyle y Stunt” con especialistas, en la Acera de Recoletos, además de conciertos en el escenario de la zona de acampada de los pinares.

- La entrega de los premios “Pingüino de Oro y de Honor”, que reciben pilotos y profesionales del mundo de la moto.

- La “Campaña Humanitaria” de ayuda a los más necesitados o víctimas de tragedias, en la que los motoristas asistentes traen entre su equipaje alimentos, medicinas, ropa, etc, según la campaña emprendida cada año.

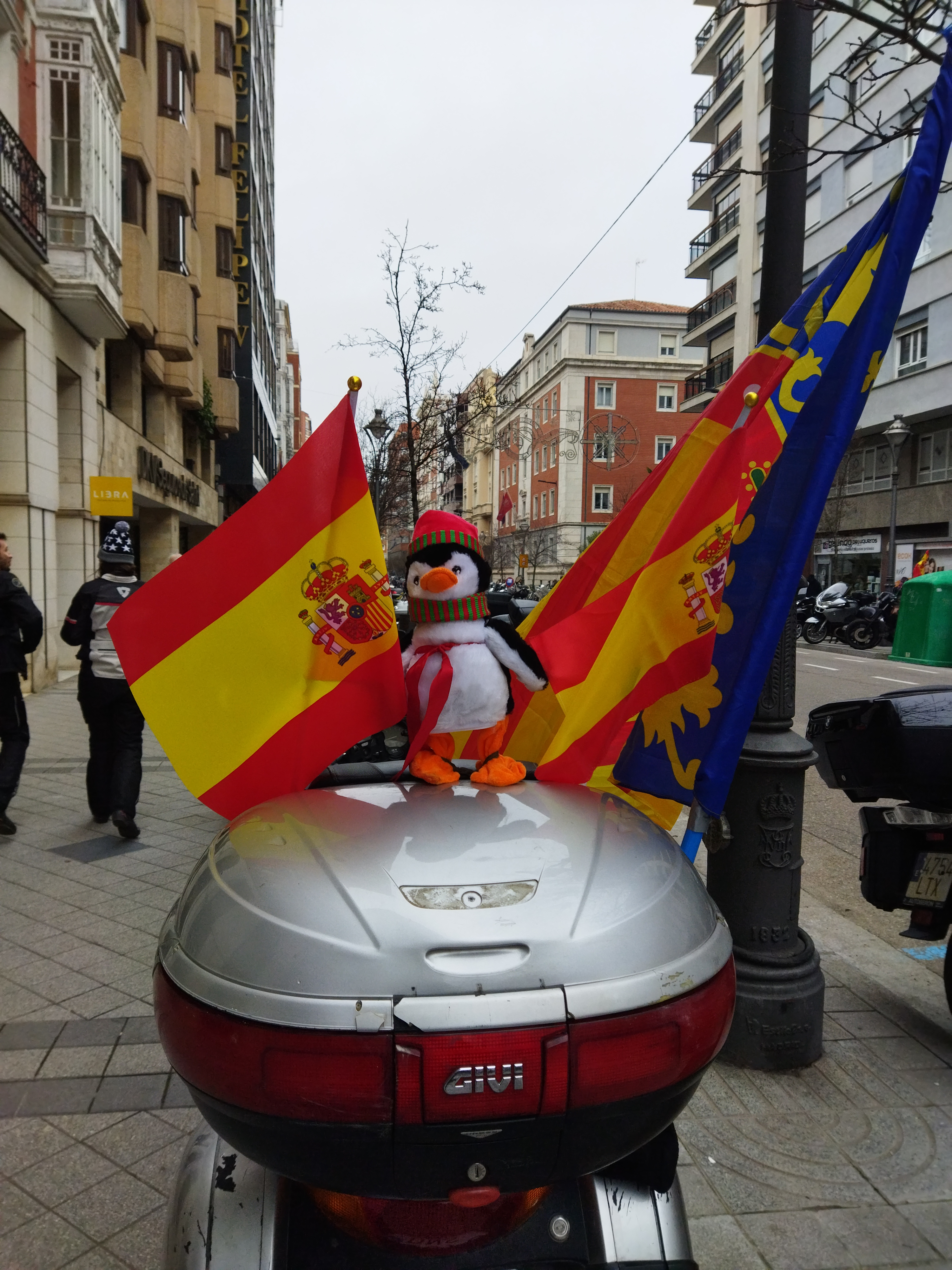
Una moto con un peluche de un pingüino en Valladolid

La esencia de la concentración es el reto que supone el duro viaje hasta Valladolid en los días más fríos del invierno castellano y la acampada al calor de las hogueras en la zona habilitada para el encuentro al abrigo de los pinares.

## Ediciones
La primera edición de la concentración se celebró en marzo de 1982, y desde entonces tiene lugar el segundo fin de semana de enero de cada año:
| Año  | Sede | Participantes | Notas |
| ---- | --- | --- | --- |
| 1982 | Herrera de Duero | 320 | Primera invernal Pingüinos. |
| 1983 | Herrera de Duero | 415 | Lluvia permanente. |
| 1984 | Herrera de Duero | 380 | Helada permanente. |
| 1985 | Fuensaldaña | 410 | A las puertas de Valladolid. |
| 1986 | Fuensaldaña | 750 | Temperatura máxima –3 °C. Inicio de la campaña humanitaria con los más necesitados.                                                                            |
| 1987 | Fuensaldaña | 752 | Una clásica invernal. Temperaturas máximas de -4.º y mínimas de -15°.                                                                                          |
| 1988 | Tordesillas (Área 1) | 1.160 | Estreno del área de los portugueses. |
| 1989 | Tordesillas (Área 1) | 1.320 | Consolidación. |
| 1990 | Tordesillas (Área 2) | 2.720 | Récord Guiness motos en línea. |
| 1991 | Tordesillas (Área 2) | 4.040 | Medalla 10.º aniversario. |
| 1992 | Tordesillas (Área 2) | 7.243 | Los Pingüinos se multiplican. |
| 1993 | Tordesillas (Área 2) | 12.418 | Espectacular crecimiento. |
| 1994 | Tordesillas (Área 2) | 11.783 | Estabilidad en los inscritos. |
| 1995 | Tordesillas (Área 2) | 14.072 | Se convocan dos concentraciones. |
| 1996 | Tordesillas (Valdegalindo) | 15.120 | Nuevas instalaciones. |
| 1997 | Tordesillas (Valdegalindo) | 15.200 | Nieblas permanentes. |
| 1998 | Tordesillas (Valdegalindo) | 15.820 | Récord de inscripción. |
| 1999 | Tordesillas (Valdegalindo) | 8.300 | Temporal de nieve. |
| 2000 | Tordesillas (Valdegalindo) | 12.000 | Nieve el viernes. |
| 2001 | Boecillo (Pinarón) | 17.120 | Nueva ubicación y récord. |
| 2002 | Boecillo (Pinarón) | 18.852 | Más pingüinos que nunca. |
| 2003 | Boecillo (Pinarón) | 17.953 | Alerta climatológica viernes. |
| 2004 | Boecillo (Pinarón) | 20.117 | El buen clima trae nuevo récord. |
| 2005 | Boecillo (Pinarón) | 21.333 | Helada permanente en Valladolid, con temperaturas constantes bajo cero, consiguiendo nuevo récord.                                                             |
| 2006 | Boecillo (Pinarón) | 26.106 | 25 aniversario. |
| 2007 | Boecillo (Pinarón) | 27.141 | Clima agradable, en búsqueda de una nueva sede. |
| 2008 | Simancas | 29.812 | Nueva sede y nuevo récord. Viernes con lluvia, respetando el tiempo el resto del fin de semana.                                                                |
| 2009 | Puente Duero | 18.314 | Nueva sede en el municipio de Valladolid, junto al río Duero. Temperaturas de -10° y temporal de nieve.                                                        |
| 2010 | Puente Duero | 22.316 | Fin de semana con grandes nevadas en toda la península, pero sin nieve en Valladolid.                                                                          |
| 2011 | Puente Duero | 25.076 | 30 aniversario con temperaturas agradables. |
| 2012 | Puente Duero | 26.715 | Buen tiempo, estancia agradable. |
| 2013 | Puente Duero | 25.964 | Fin de semana lluvioso, respetando los actos más importantes.                                                                                                  |
| 2014 | Puente Duero | 27.456 | Última edición en este lugar en búsqueda de un nuevo nido. Clima agradable.                                                                                    |
| 2015 | Suspendida por problemas legales con la ubicación                                                                                     | Suspendida por problemas legales con la ubicación                                                                                     | Suspendida por problemas legales con la ubicación |
| 2016 | Suspendida como Pingüinos pero se realizó la Fiesta de la Moto organizada por el Ayuntamiento de Valladolid con 20.000 participantes. | Suspendida como Pingüinos pero se realizó la Fiesta de la Moto organizada por el Ayuntamiento de Valladolid con 20.000 participantes. | Suspendida como Pingüinos pero se realizó la Fiesta de la Moto organizada por el Ayuntamiento de Valladolid con 20.000 participantes.                          |
| 2017 | Antigua Hípica | 22.536 | Frío y clima agradable. |
| 2018 | Antigua Hípica | 28.141 | Fin de semana lluvioso con frío en desfile de banderas y emotivo desfile de antorchas en homenaje a Ángel Nieto, con quema de una falla en su honor.           |
| 2019 | Antigua Hípica | 30.471 | Nuevo récord en participación. |
| 2020 | Antigua Hípica | 33.922 | Nuevo récord de participación. |
| 2021 | Suspendida por la COVID-19 | Suspendida por la COVID-19 | Suspendida por la COVID-19 |
| 2022 | Antigua Hípica | 38.116 | Nuevo récord en participación a pesar de la COVID-19. |
| 2023 | Antigua Hípica | 43.316 | Nuevo récord de participación, clima agradable sin niebla ni heladas, con 0 grados de mínima y con lluvia ligera al amanecer el domingo.                       |
| 2024 | Antigua Hípica | 38.550 | Clima agradable. Fin de semana meteorológico de mucho frío a menos. Sin niebla ni heladas, con 0 grados de mínima y con lluvia intensa al amanecer el domingo. |
| 2025 | Antigua Hípica | 41.120 | Clima agradable. Fin de semana meteorológico de mucho frío a menos. Sin niebla ni heladas.                                                                     |

## Palmarés Pingüino de Oro
- 1998: Juan José Lucas, Jorge Martínez "Aspar" y Alberto Puig
- 1999: Carlos Checa y Guardia Civil de Tráfico
- 2000: Emilio Alzamora y Equipo Vía Digital, Alex Crivillé y Televisión Española
- 2001: Valentino Rossi, Jordi Tarres y Revista MOTOCICLISMO
- 2002: Toni Elías, Toni Elías Deix y Cruz Roja Española
- 2003: Real Federación de Motociclismo de España y Fonsi Nieto
- 2004: Sete Gibernau, Bultaco y Protección Civil
- 2005: Dani Pedrosa, Repsol-YPF y Nani Roma
- 2006: Juan Carlos de Borbón y Ángel Nieto
- 2007: Fundación Cidaut, RACC, Jorge Lorenzo y Álvaro Bautista
- 2008: Laia Sanz, Héctor Faubel y Jorge Martínez "Aspar"
- 2009: Ayuntamiento de Valladolid, ANESDOR, Iván Cervantes y Toni Bou
- 2010: Julián Simón, Dorna y Dennis Noyes
- 2011: Marc Márquez y Toni Elías
- 2012: Nico Terol, Televisión Española y Honda
- 2013: Sito Pons y Pol Espargaró
- 2014: Carlos Checa y Álex Crivillé
- 2017: Héctor Barberá y Luis Salom
- 2018: Circuito Ricardo Tormo, Joan Mir, Ana Carrasco y Gelete Nieto
- 2019: Maikel Melero, Circuito de Jerez y Jorge Martín
- 2020: Álex Rins y Fundación MAPFRE
- 2022: Escuela de motociclismo Cuna de Campeones del Circuito Ricardo Tormo y Narcís Roca
- 2023: Izan Guevara Bonnin y DAZN España
- 2024: Moto Club Bañezano y Víctor López
- 2025: Voluntarios motoristas DANA de Valencia y Mireia Baía

## Suspensión de las ediciones 2015 y 2016
En octubre de 2014 se informó, tanto por parte del Club Turismoto, como del Ayuntamiento de Valladolid, de la cancelación de «Pingüinos 2015». Según ambas fuentes, la causa de esta cancelación fue la disputa legal emprendida por la organización de protección medioambiental «Ecologistas en Acción», que culminó, en abril de 2014, con una sentencia del Tribunal Superior de Justicia de Castilla y León, anulando la resolución de la Consejería de Medio Ambiente que autorizaba a la entidad organizadora, Turismoto, a la celebración, con carácter periódico, de la concentración motera en los terrenos del pinar del Monte Antequera, en Puente Duero, al estimar que esta actividad era incompatible con la condición de zona natural protegida que ostenta este enclave. Ante tal situación, el consistorio vallisoletano había propuesto las instalaciones de la antigua Hípica Militar, contigua al pinar de Antequera, como nueva sede de la concentración Pingüinos, sin embargo, el Club Turismoto había rechazado esta posibilidad por considerar que el nuevo enclave no reunía las condiciones necesarias para albergar un evento de tal envergadura, lo que llevó a la definitiva decisión de cancelar Pingüinos 2015.
Para el proyecto «Pingüinos 2016», se planificó la utilización de los terrenos de la antigua Hípica Militar de Valladolid, incluyendo la utilización de una parcela de pinares anexa a estas instalaciones. Asimismo, la propia confederación Ecologistas en Acción propuso otras 3 zonas colindantes, o cercanas, que podrían ser susceptibles de ser utilizadas para la organización del evento. Sin embargo, el club organizador decidió cancelar «Pingüinos 2016», alegando retrasos en las obras de adecuación de las instalaciones de la Hípica, así como temor a que los grupos ecologistas emprendieran acciones legales en contra de la utilización de la parcela de pinares contigua a la Hípica. Por su parte, el Ayuntamiento de Valladolid declaró que los verdaderos motivos para la negativa de Turismoto a organizar Pingüinos 2016, nacían de los enfrentamientos legales en el propio seno del club, entre su Presidente (Mariano Parellada) y su Tesorero (José Manuel Navas), los cuales dejaban a esta organización en una situación de incapacidad, dado que las cuentas bancarias de la misma funcionaban de manera mancomunada, y habían quedado bloqueadas por esta confrontación interna. Por otro lado, ante esta situación, el Ayuntamiento vallisoletano tomó la decisión de continuar por su cuenta organizando un evento motero invernal, en la ubicación que ya estaba planificada, y que se denominó «Fiesta de la Moto».
Por su parte, un grupo de socios de Turismoto, encabezados por Parellada, crearon el club «La leyenda continúa: soy pingüino», con el fin de organizar una concentración motera de igual denominación que el club organizador, en las mismas fechas previstas para Pingüinos, y para el evento «Fiesta de la Moto», siendo esta nueva concentración proyectada en la localidad de Cantalejo, municipio de la provincia de Segovia. Por otro lado, la organización Ecologistas en Acción anunció que recurriría cualquier autorización para la celebración del evento motero en los montes públicos de Cantalejo.
El 14 de enero de 2016 presentó su dimisión del cargo el hasta ese momento presidente del Club Turismoto, Mariano Parellada, junto con el Secretario Pedro Parellada y con otros 2 miembros más de la junta directiva tras la disconformidad con el resto de miembros del club encabezados por José Manuel Navas. El 18 de enero estaba prevista una junta extraordinaria del club cuyo único punto del día era una moción de censura sobre Mariano Parellada, tras la cual la Junta Directiva legitimada por sentencia judicial expulsaría del Club a los cuatro miembros anteriormente citados.